# Tramlijn 93 (Brussel)
Tram 93 is een tramlijn uitgebaat door de Brusselse vervoersmaatschappij MIVB, die tussen Stadion en Legrand rijdt. De kenkleur van deze lijn is oranje.

## Geschiedenis
Het nummer 93 werd voor het eerste maal toegekend aan een tramlijn op 3 september 1931 dat tussen het Vredeplein in Evere en het Brugmannplein in Elsene reed, via de Haachtsesteenweg, het station van Schaarbeek, het Paleizenplein, de Leopoldswijk en het Heilig Kruisplein. Deze bleef haar oorspronkelijk traject behouden tot 19 maart 1968 toen het tramnet grondig gewijzigd werd. In tegenstelling tot heel wat lijnen die afgeschaft werden bleef tramlijn 93 bestaan en werd enkel het trajectdeel Vredeplein — Schaarbeek Station afgeschaft.
De volgende grote wijziging op tramlijn 93 vond plaats op 14 augustus 1985 toen de trajectdelen Park — Luxemburg station en Baljuw — Brugmannplein afgeschaft werden. Dit betekende ook het einde van de aanwezigheid van de tram in de Kasteleinwijk in Elsene evenals het einde van de keerlus rond het Brugmannplein, dat voor de laatste keer bereden werd door de PCC 7001-rijtuig. De bediening van het Brugmannplein werd vervolgens overgenomen door buslijn 37.
Vanaf 15 augustus 1985 reed tramlijn 93 van het station van Schaarbeek via het Poggeplein, het Sint-Mariaplein, de Regentstraat, het Poelaertplein tot aan het nieuw eindpunt gelegen aan het einde van de Louizalaan ter hoogte van de halte Legrand. Amper een jaar later op 14 november 1986 werd tramlijn 93 verlengd van het eindpunt Legrand tot de keerlus van het Marie-Joséplein dat ongebruikt was sinds de afschaffing van tramlijn 32 en de overname door tramlijn 94 op 15 augustus 1985.
Met de verlenging tot Marie-José werd de lijn omgedoopt tot een versterkingslijn vanwege haar traject: het noordelijk deel van Verboekhoven tot Louiza werd al reeds bereden door tramlijn 92 terwijl het zuidelijk deel van Louiza tot Marie-José bediend werd door tramlijn 94. Dit zorgde ervoor dat de lijn niet bereden werd op zondag en feestdagen en evenmin na 19u30 van maandag tot zaterdag.
Met de aankomst van 51 nieuwe tramstellen van het type 2000 in 1995 werden tramlijnen 91 en 93 als eerste bediend met dit nieuwe type tramstellen gekenmerkt door een lage vloer. Dit betekende tevens het gelijkmatige einde van de PCC 7000 rijtuigen op deze lijn. Ook de PCC 7700 tramstellen vormden een uitzondering op tramlijn 93: de filmrollen voorzagen slechts een aanduiding met het lijnnummer zonder bestemming.
De volgende ingrijpende wijziging kwam er op 13 april 2007 in het kader van de derde fase van het nieuw tramplan 2005-2007. Met de indienststelling van tramlijn 25 tussen Boondaal Station en Rogier werd het trajectdeel Marie-José — Buyl van tramlijn 93 als overbodig beschouwd, gezien het al bediend werd door tramlijnen 25 en 94. Het eindpunt werd dan verplaatst naar Legrand (dezelfde situatie als in 1985-1986). Enkele maanden later op 30 juni 2007 werd de lijn volledig afgeschaft.
Op 14 maart 2011 werd tramlijn 94 verlengd van Herrmann-Debroux tot Trammuseum waardoor deze lijn de langste tramlijn van het Brussels net werd. Gezien lange lijnen meer kans maken op obstakels tijdens hun traject is de stiptheid ook veel moeilijker te garanderen. In de praktijk zorgde dit voor een overdagse splitsing van tramlijn 94: enerzijds tussen Stadion en Legrand, en anderzijds tussen Louiza en Trammuseum. Het is pas op 31 augustus 2013 dat de beslissing genomen werd om deze twee delen om te vormen tot permanente en afzonderlijke lijnen: het gekozen nummer bleek vanzelfsprekend 93 te worden. Op deze wijze werd tramlijn 93 opnieuw in het leven geroepen, weliswaar met een vrij tot zeer verschillend traject als voor de afschaffing in 2007.
In het kader van werkzaamheden in de Lesbroussartstraat tijdens de maanden juli en augustus 2018 werd tramlijn 93 samengesmolten met het oostelijk deel van tramlijn 81. In concreto werden de trams van lijn 93 vanaf de halte Baljuw trams van lijn 81 tot Legrand. Vandaar reden ze via Buyl langs het stelplaats van Elsene tot aan Flagey via de dienstsporen. Vanaf Flagey werd het normaal traject weer bereden tot Montgomery.

## Bediening

### Voertuigen en frequentie
In de periode 1982 t.e.m. 1995 werd deze tramlijn bereden door PCC 7000 tramstellen. Met de aankomst van de lagevloer tramstellen T2000 in 1995 werd tramlijn 93 integraal bereden met deze moderne voertuigen. Heel uitzonderlijk doken er enkele PCC 7700 stellen op.
Sinds de heropening van tramlijn 93 op 31 augustus 2013 wordt deze lijn bediend door alle mogelijke types tramstellen met uitzondering van de T4000 types die voorbehouden zijn voor Chrono-lijnen. Gezien het traject van deze lijn integraal wordt gedeeld met andere tramlijnen is de frequentie van deze lijn minder hoog dan andere hoofdlijnen zoals 3, 4, 7, 8 of 9.
Dit verklaart ook dat het mogelijk is om PCC 7700 tramstellen in te zetten, wetende dat deze moeilijk toegankelijk zijn voor mindervalieden en over weinig bewegingsruimte beschikken. Voornamelijk tijdens spitsuren vindt men PCC 7700 tramstellen terwijl tijdens daluren meer T2000 of eventueel T3000 tramstellen opduiken, en dit ten gevolge van de beperkte beschikbaarheid aan moderne voertuigen voor andere prioritaire lijnen.

### Verlenging(en) en aanpassingen
In 2010 werd door de MIVB het project gelanceerd om de (toenmalige) tramlijnen 92 en 94 om te leiden vanaf de halte Koning richting het Centraal station via de reisweg van buslijn 71 in de Ravensteinstraat, en vervolgens terug tot Park te laten komen via de Koloniënstraat. Op deze wijze zouden de gemeentes Watermaal-Bosvoorde en Schaarbeek over een rechtstreekse tramverbinding met het treinstation beschikken. De kosten van dit project werden in 2010 geschat op 17 miljoen euro's, met inbegrip van de volledige herinrichting van de Koloniënstraat en de Ravensteinstraat. Het project zou van start moeten zijn gegaan in 2012 en rond 2014 operationeel zijn. In werkelijkheid is hier niets van gekomen.

## Afbeeldingen

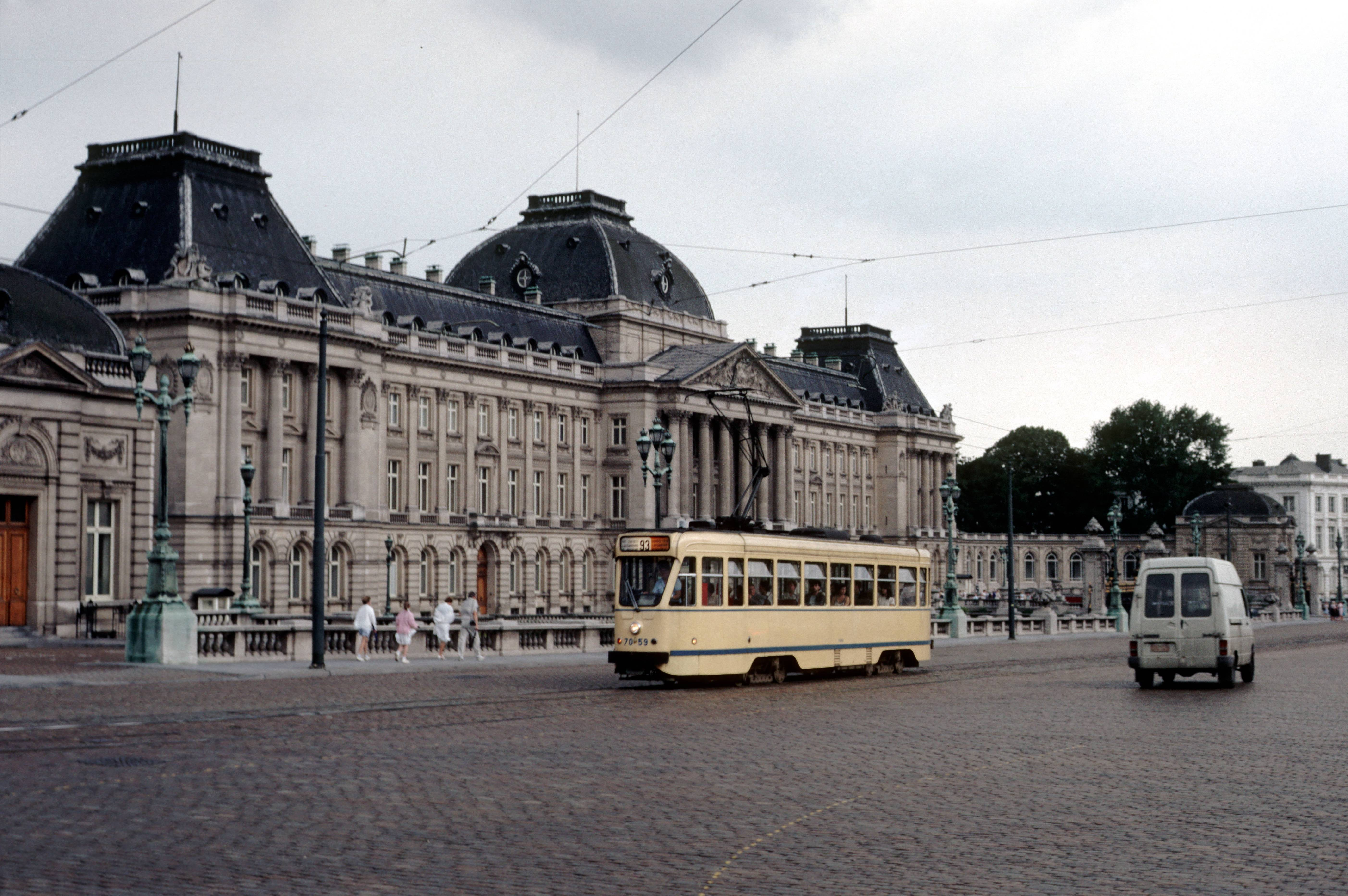
Tramlijn 93 reed voor het koninklijk paleis (1985).
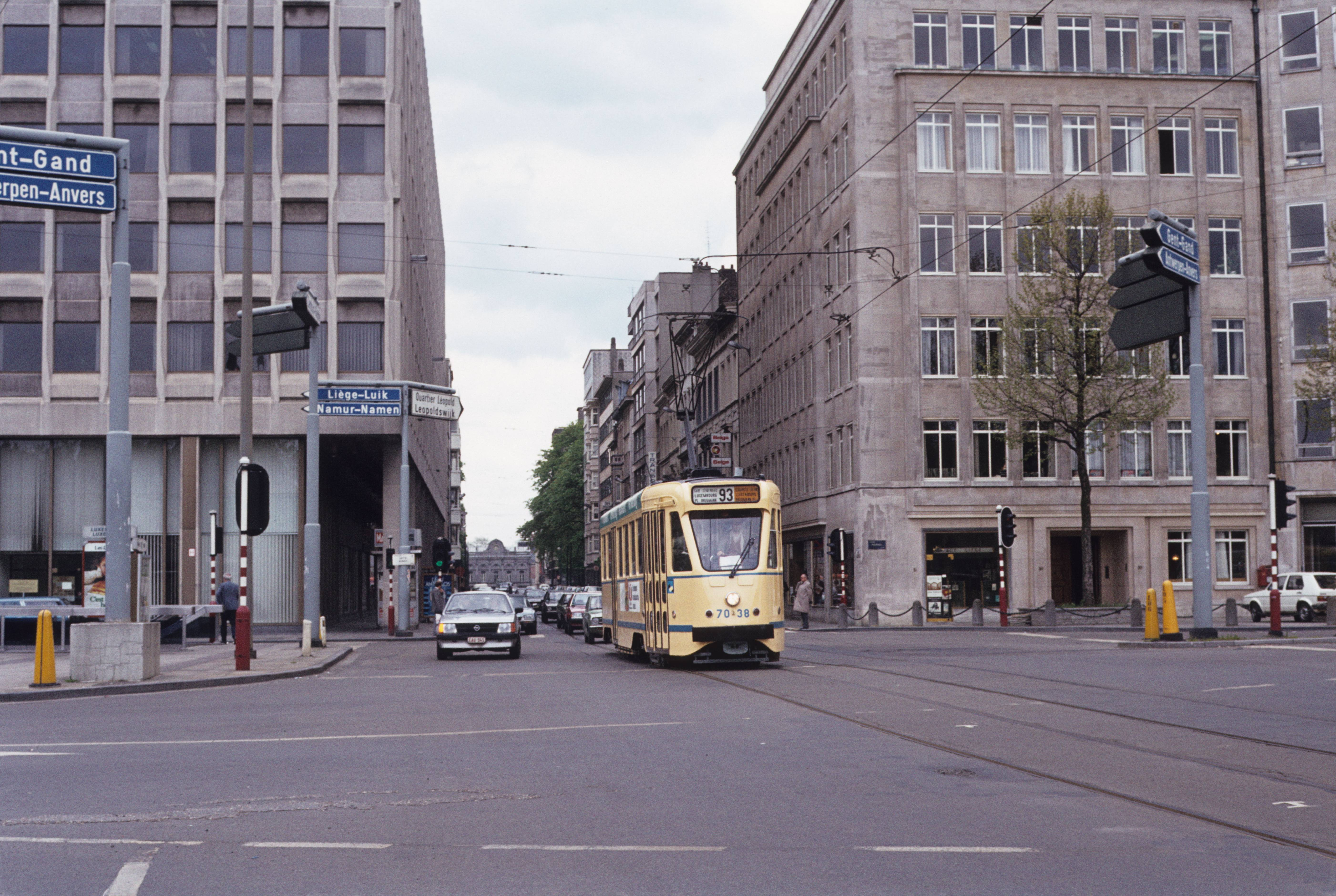
Tramstel op lijn 93 ter hoogte van het kruispunt tussen Luxemburgstraat en de Kleine Ring (1985).
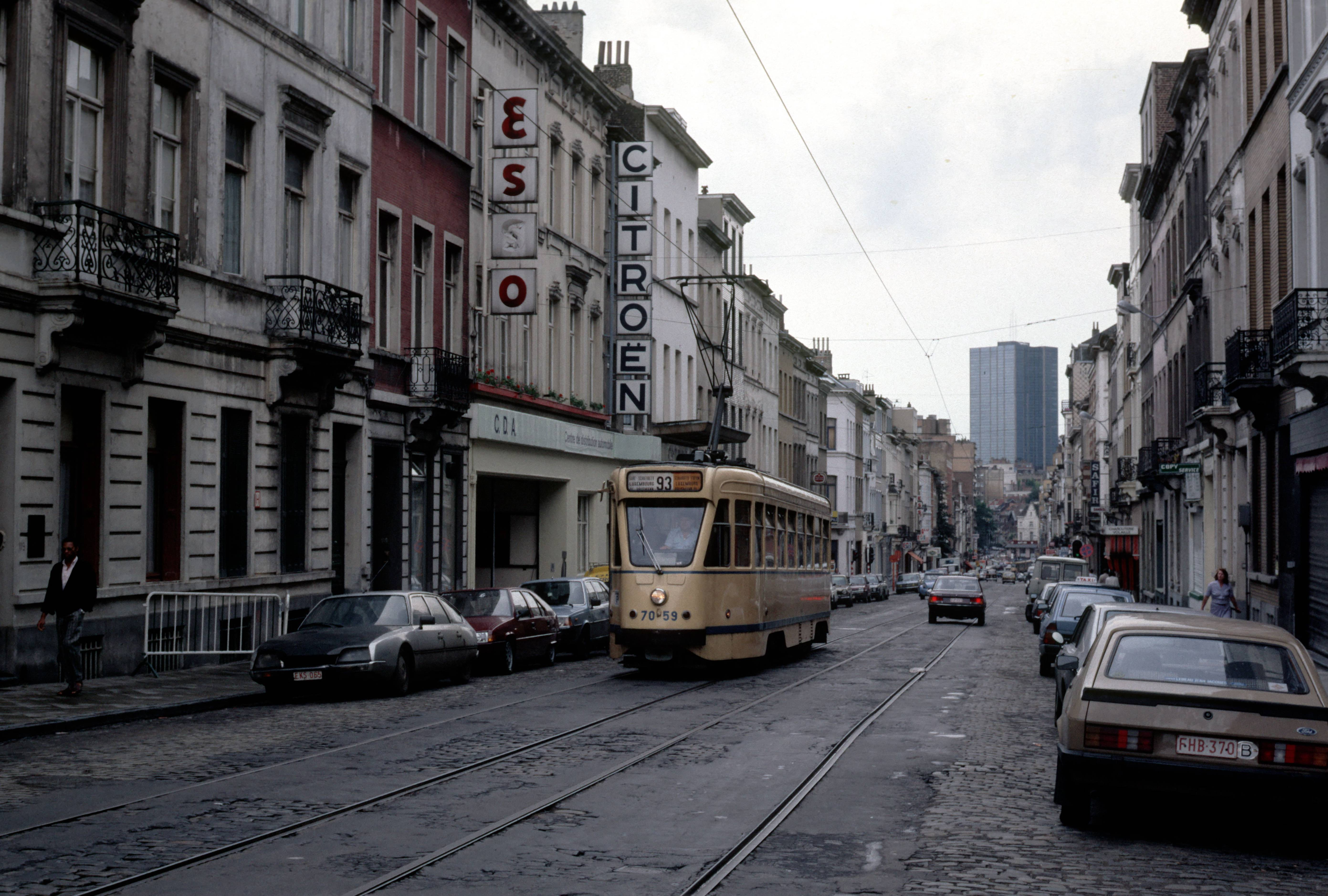
Komende van het Flageyplein reed tramlijn 93 richting de Troonstraat en het station Bru.-Luxemburg, hier in de Malibranstraat (1985).
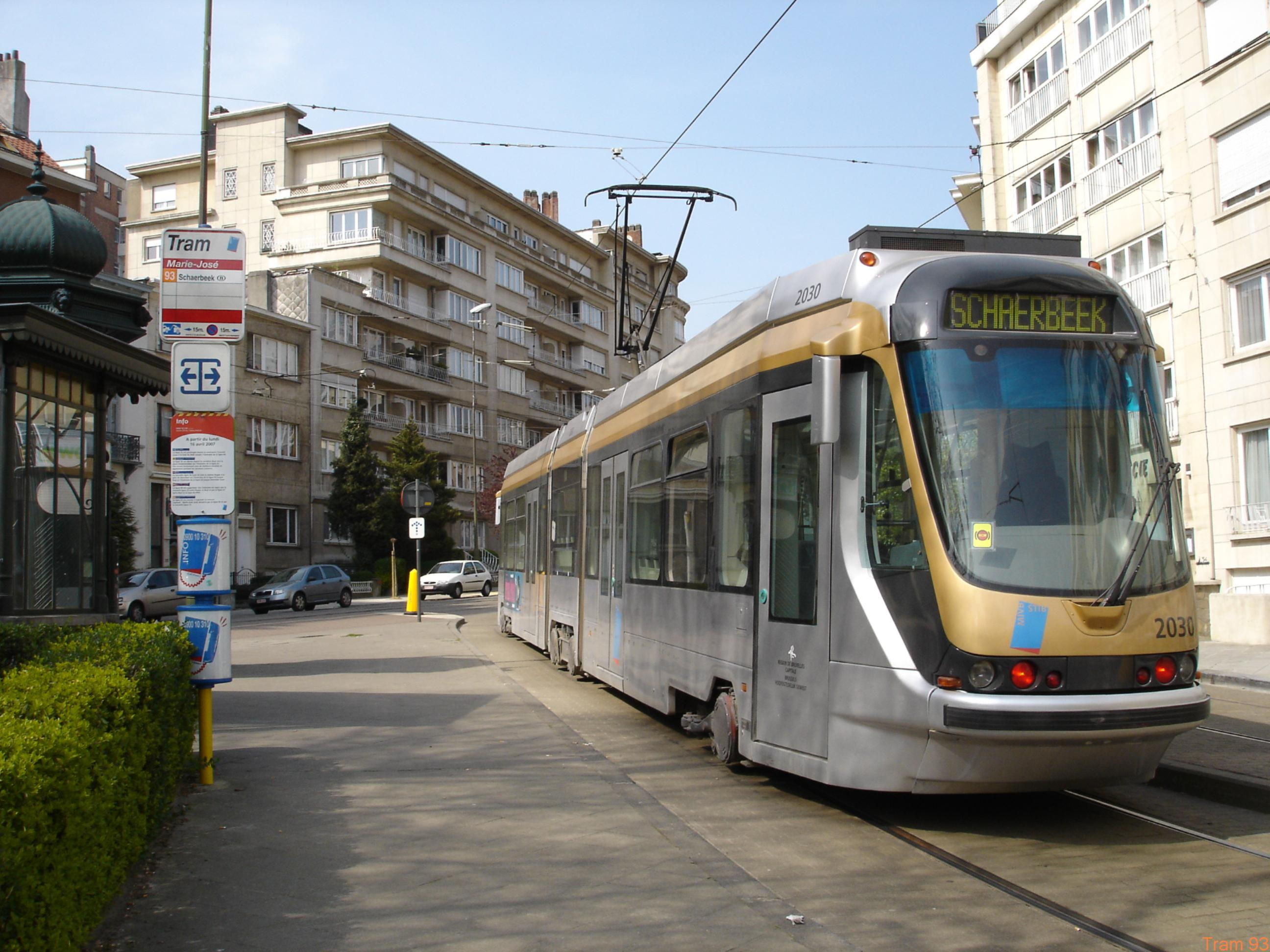
Een tramstel van het type 2000 ter hoogte van het eindpunt Marie-José, enkele dagen voor de inkorting tot Legrand (2007).
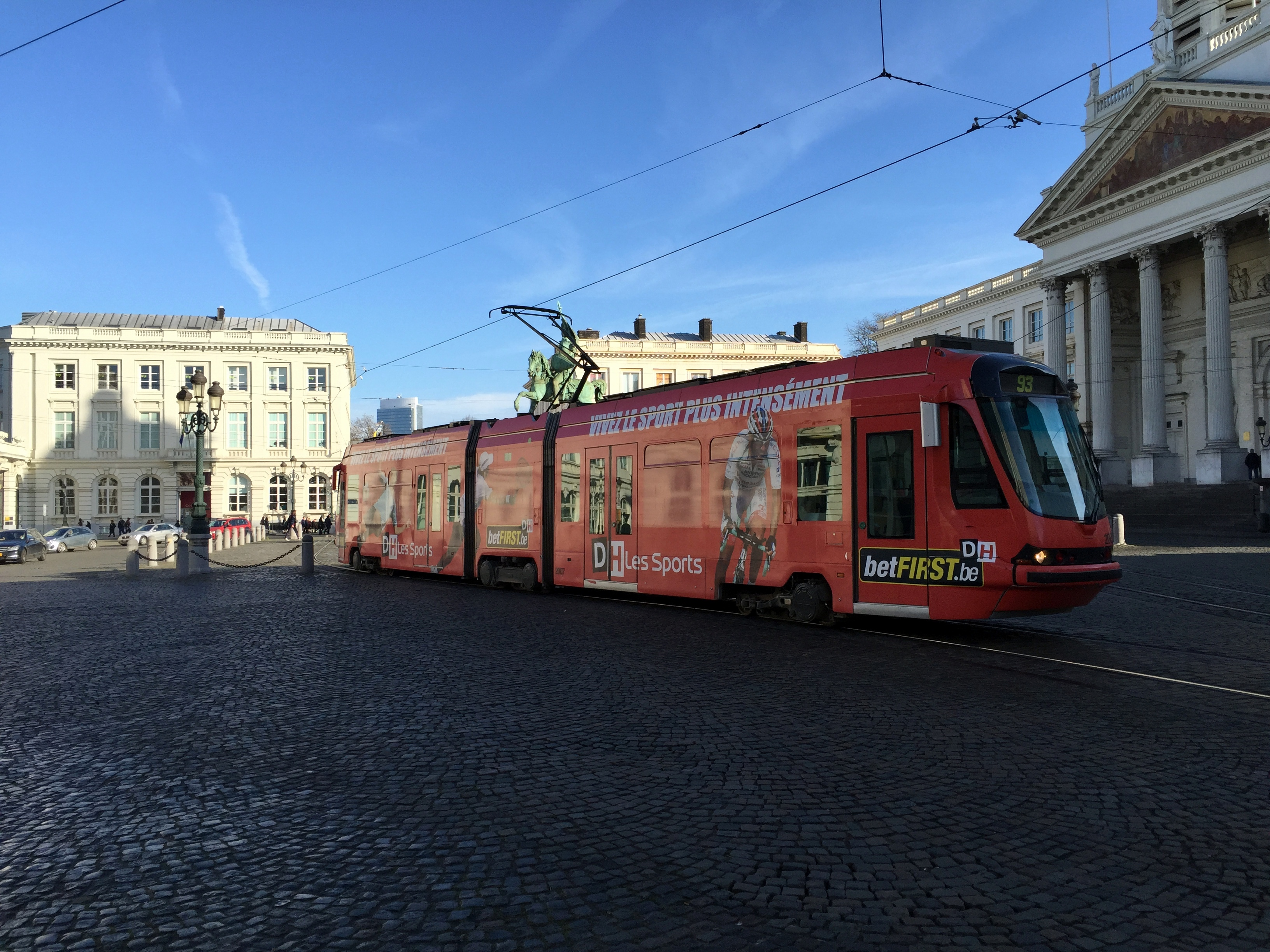
T2000-tramstel ter hoogte van het Koningsplein voor de Sint-Jacobskerk (2014).
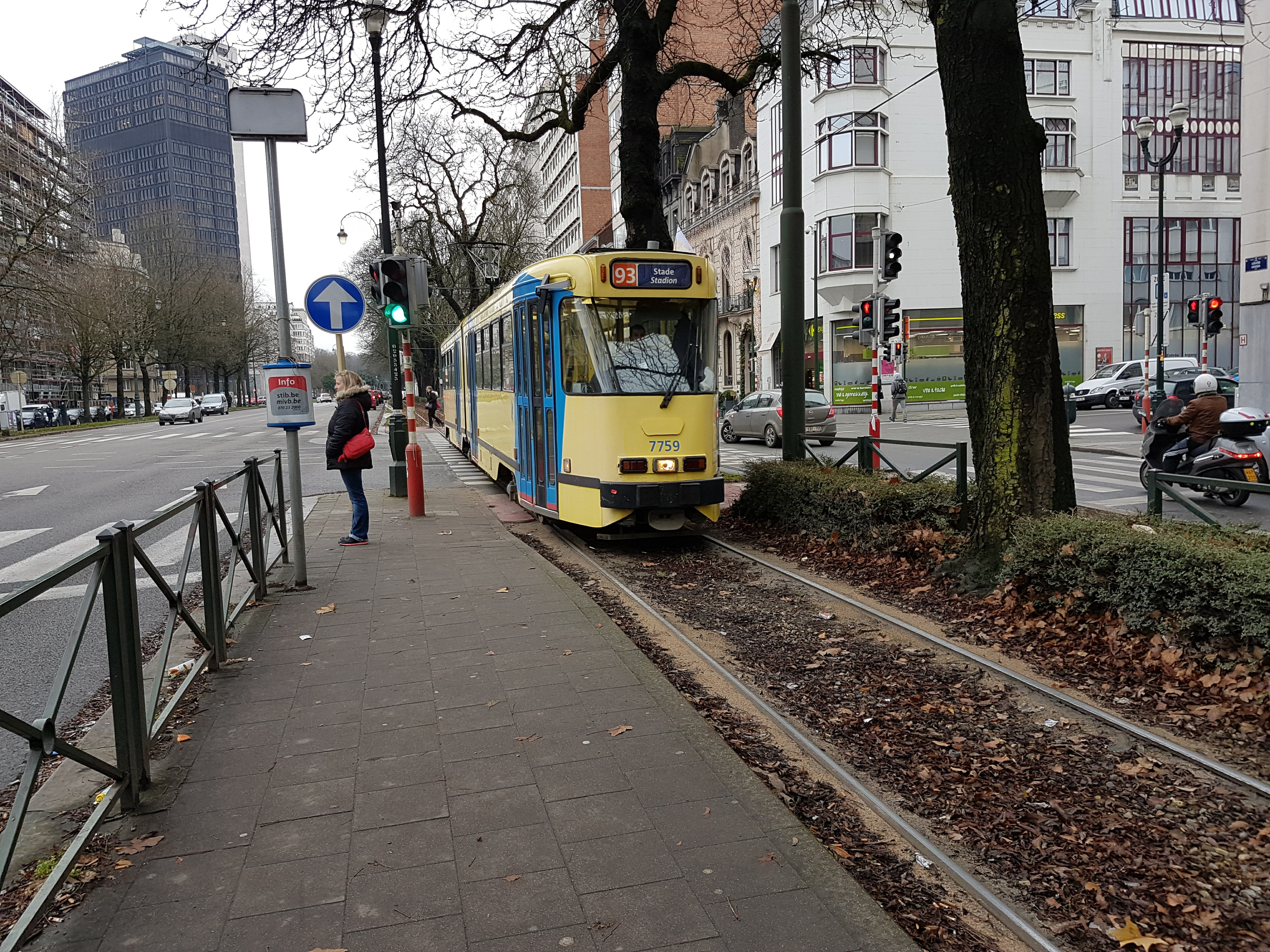
De laatste gele tram van het type 7700 in reguliere dienst op lijn 93 ter hoogte van de halte Abdij (2016).
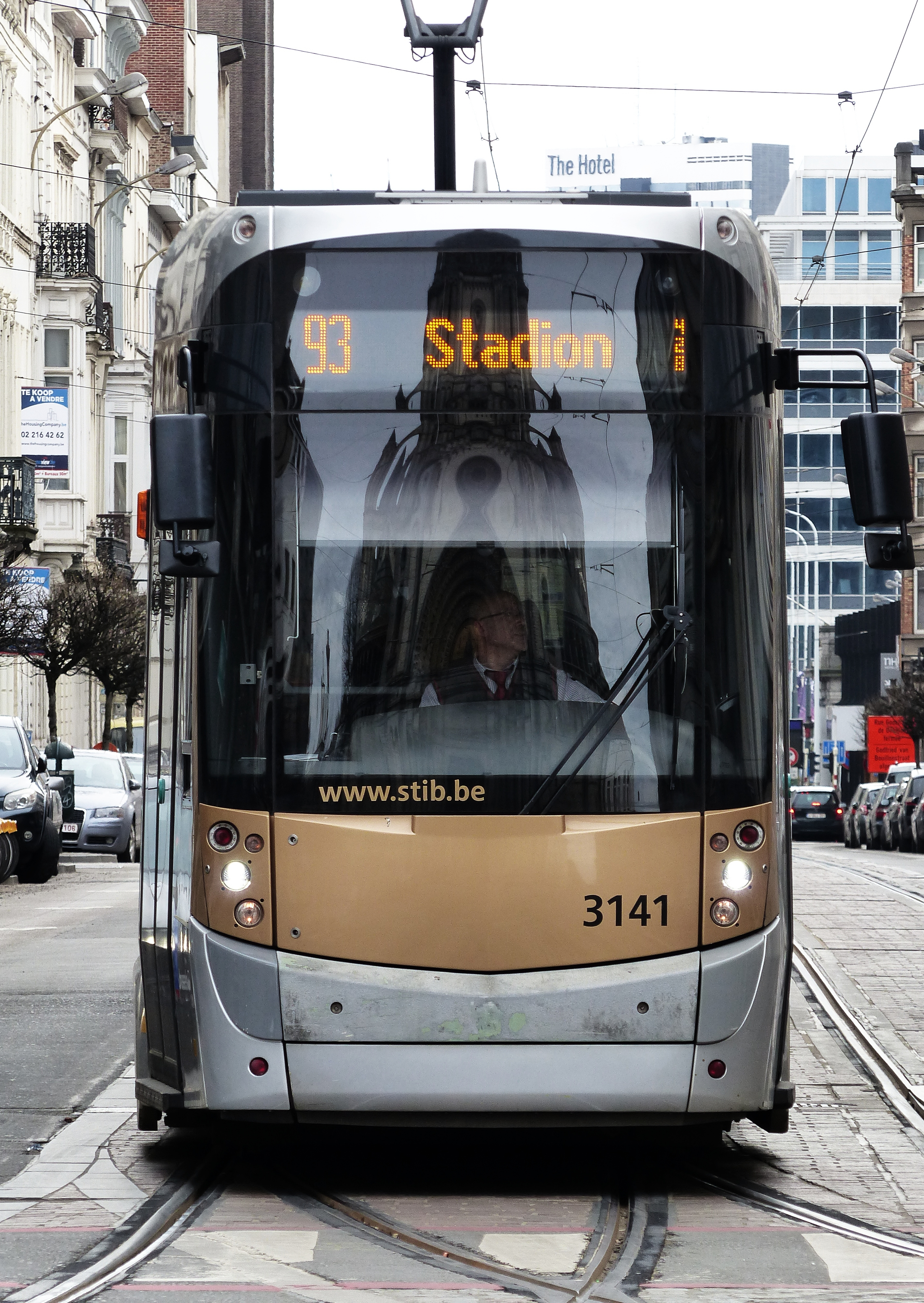
Ook de nieuwe trams van het type T3000 bedienen lijn 93 (2018).

Legrand · 
Abdij · 
Vleurgat · 
Baljuw · 
Defacqz · 
Stefania · 
Louiza · 
Poelaert · 
Kleine Zavel · 
Koning · 
Paleizen · 
Park · 
Congres · 
Kruidtuin · 
Gillon · 
Sint-Maria · 
Lefrancq · 
Liedts · 
Thomas · 
Masui · 
Jules De Trooz · 
Over de Bruggen · 
Prinses Clementina · 
Moorslede · 
Bockstael · 
Jacob Fontaine · 
Jetse Haard · 
Kerkhof van Jette · 
Guillaume de Greef · 
Brugmann-ziekenhuis · 
Polikliniek Brugmann · 
Stiénon · 
Stadion